# Audite Musikproduktion
audite Musikproduktion ist ein unabhängiges Klassik-Label des Dipl.-Tonmeisters Ludger Böckenhoff. Es entstand 1973 in Stuttgart und wechselte durch Fusion mit dem Label Fermate im Jahr 2000 seinen Standort nach Detmold, wo es noch heute ansässig ist. AUDITE („Höret!“, Imperativ von lat. audire=hören) Musikproduktion ist ein weltweiter Anbieter von Tonträgern im Bereich klassischer Musik.

## Geschichte
Das Label AUDITE wurde 1973 von Friedrich Mauermann in Stuttgart gegründet. Als Bruder des ehemaligen Orchesterdirektors des Symphonieorchesters des Bayerischen Rundfunks, Erich Mauermann, machte er sich vor allem durch Archivaufnahmen der Mahler-Symphonien unter dem damaligen Chefdirigenten Rafael Kubelík einen Namen, ehe er im Jahr 2000 das Label AUDITE an Ludger Böckenhoff übertrug, der seit 1991 bereits eine eigene Musikproduktionsfirma namens Fermate besessen hatte. Seit der Fusion im Jahr 2000 führt das Label den Namen AUDITE Musikproduktion.

## Repertoire und Auszeichnungen
Ausgehend von den Live-Mitschnitten der Symphonien Gustav Mahlers mit Rafael Kubelik und dem Symphonieorchester des Bayerischen Rundfunks, die den ursprünglichen Kernbereich des AUDITE-Repertoires bildeten, kristallisierten sich bei dem Label nach und nach zwei Themenschwerpunkte heraus, wobei die Zielsetzung, der Öffentlichkeit entdeckenswertes Repertoire in hervorragender Interpretation zugänglich zu machen, stets erhalten blieb.
Ein Grundpfeiler von AUDITE-Veröffentlichungen wird durch historische Archiv-Aufnahmen gebildet, die in enger Zusammenarbeit mit den Rundfunkanstalten entstehen. Der andere Kernbereich sind Neuveröffentlichungen, worunter sich neben Gesamteditionen (z. B. Schostakowitsch-Streichquartette, Beethoven-Streichquartette, Beethoven-Klaviertrios, Edvard Griegs sowie Robert Schumanns sämtliche sinfonische Werke, Louis Viernes Orgel-Sinfonien oder sämtliche Streicher-Kammermusik von Felix Mendelssohn Bartholdy) auch Neuentdeckungen wie Kompositionen des Mendelssohn Bartholdy-Schülers Eduard Franck und seines Sohnes Richard Franck befinden.
Der aktuelle Katalog von AUDITE Musikproduktion umfasst mehr als 350 Tonträger in den Formaten CD, SACD und LP, die über korrespondierende Vertriebe weltweit zu beziehen sind, ebenso wie AUDITE-Produktionen auch auf Download- und Streamingplattformen vertreten sind. Seit 2023 verfügt das Label über ein lizenziertes Dolby-Atmos-Studio.
Aufnahmen von AUDITE wurden unter anderem mit dem Preis der deutschen Schallplattenkritik, dem Cannes Classical Award, dem Midem Classical Award, dem International Classical Music Award, dem Diapason d’or und dem Gramophone Choice ausgezeichnet. 2013 ernannte die Jury der International Classical Music Awards AUDITE zum Label of the Year. 2017 erhielt das Quartetto di Cremona für die siebte Folge der von AUDITE produzierten und dort ebenfalls veröffentlichten Gesamteinspielung der Streichquartette Ludwig van Beethovens einen ECHO Klassik.

## Musiker und Ensembles
Einige Musiker und Ensembles/Orchester, die mit AUDITE aufgenommen haben:
- Balkan Chamber Orchestra
- ARUNDOSquintett
- Anna-Victoria Baltrusch
- Elisso Bolkvadze
- Boreas Quartett Bremen
- Sarah O‘ Brien
- Nicolas Bringuier
- Arthur Campbell
- Maria Canyigueral
- Cappella Murensis
- Cheng² Duo
- Sarah Christ
- Marc Coppey
- Josu De Solaun
- Jean-Baptiste Dupont
- Niek de Groot
- Romain Descharmes
- Christiane Edinger
- Moritz Eggert
- Detlev Eisinger
- Laura Ruiz Ferreres
- Hansjörg Fink
- Roland Glassl
- Gerhard Gnann
- Liana Gourdjia
- Hideyo Harada
- Magdalene Harer
- Hathor Consort
- Anne-Cathérine Heinzmann
- Stefan Hempel
- Thomas Hoppe
- Judith Ingolfsson
- Jacques Thibaud String Trio
- Hisako Kawamura
- Klavierduo Neeb
- Patricia Kopatchinskaja
- Sergej Koudriakov
- la festa musicale
- Les Cornets Noirs
- Elmar Lehnen
- Alexander Lonquich
- Andrea Lucchesini
- Anna Malikova
- Dorothee Mields
- Morgenstern Trio
- Ulrich Roman Murtfeld
- Nationales Symphonieorchester des Polnischen Rundfunks
- Martin Neu
- Jimin Oh-Havenith
- Orchestre philharmonique de Strasbourg
- Guglielmo Pellarin
- Piano Duo Takahashi | Lehmann
- Franziska Pietsch
- Alex Potter
- Sophie Rétaux
- Hans-Eberhard Roß
- Andreas Rothkopf
- Salaputia Brass
- Martin Sander
- Christoph Schickedanz
- Herbert Schuch
- Oren Shevlin
- Ina Siedlaczek
- Staatskapelle Weimar
- Vladimir Stoupel
- Johannes Strobl
- Thüringer Bach Collegium
- Camilla Tilling
- Trio Lirico
- Elina Vähälä
- Tilmann Wick
- Carsten Wiebusch
- Edinger Quartett
- Mandelring Quartett
- Quartetto di Cremona
- Schweizer Klaviertrio / Swiss Piano Trio
- The Zagreb Soloists
- Trio Lirico
- Trio Testore
- Dénes Várjon
- Voktett Hannover
- WDR Sinfonieorchester Köln
- Vox Bona

## Künstler Archivaufnahmen
Eine Auswahl an Dirigenten, Musikern und Ensembles, die AUDITE mittels Archivaufnahmen wiederveröffentlicht hat:
- Claudio Abbado
- Amadeus-Quartett
- Géza Anda
- Peter Anders
- Ernest Ansermet
- Vladimir Ashkenazy
- Wilhelm Backhaus
- Daniel Barenboim
- Berliner Philharmoniker
- Leo Blech
- Karl Böhm
- Jorge Bolet
- Robert Casadesus
- Sergiu Celibidache
- Shura Cherkassky
- Clifford Curzon
- Solomon Cutner
- Deutsches Symphonie-Orchester Berlin
- Gioconda de Vito
- Dean Dixon
- Jacqueline du Pré
- Christian Ferras
- Annie Fischer
- Dietrich Fischer-Dieskau
- Kirsten Flagstad
- Leon Fleisher
- Maureen Forrester
- Pierre Fournier
- Nelson Freire
- Ferenc Fricsay
- Wilhelm Furtwängler
- Bronisław Gimpel
- Friedrich Gulda
- Clara Haskil
- Antonio Janigro
- Armin Jordan
- Herbert von Karajan
- Julius Katchen
- Wilhelm Kempff
- Otto Klemperer
- Paul Kletzki
- Hans Knappertsbusch
- Rafael Kubelík
- Pilar Lorengar
- Lorin Maazel
- Igor Markevitch
- Johanna Martzy
- Edith Mathis
- Barry McDaniel
- Yehudi Menuhin
- Nathan Milstein
- Erika Morini
- Zara Nelsova
- John Ogdon
- New Philharmonia Orchestra
- Eugene Ormandy
- Michael Rabin
- Quartetto Italiano
- Karl Ristenpart
- Wolfgang Schneiderhan
- Carl Schuricht
- Elisabeth Schwarzkopf
- Schweizerisches Festspielorchester
- Isaac Stern
- Symphonieorchester des Bayerischen Rundfunks
- George Szell
- Paul Tortelier
- Wiener Philharmoniker
- Fritz Wunderlich
- Pinchas Zukerman